# Diospyros buxifolia
Diospyros buxifolia är en tvåhjärtbladig växtart som först beskrevs av Carl Ludwig von Blume, och fick sitt nu gällande namn av William Philip Hiern. Diospyros buxifolia ingår i släktet Diospyros och familjen Ebenaceae. Inga underarter finns listade i Catalogue of Life.